# Boliqueime
Boliqueime is een Portugese plaats (freguesia) in de gemeente Loulé, en telt 4473 inwoners (2001).

## Geboren
- Aníbal Cavaco Silva (1939), premier van Portugal (1985-1995) en president van Portugal (2006-2016)

Almancil · Alte · Ameixial · Benafim · Boliqueime · Quarteira · Querença · Salir · São Clemente · São Sebastião · Tôr